# Джанго: Бог простить. Я — ні!
Джанго: Бог простить. Я — ні!( італ. Dio perdona… io no!) - італійський спагеті-вестерн 1968 року режисера Джузеппе Коліцці.

## Сюжет
На залізничну станцію прибуває потяг, повний мерців. Місцевий детектив Гатч Бессі (Бад Спенсер) та його давній друг Кет Стівенс (Теренс Гілл) вирішують, що єдиний, хто міг настільки професійно викрасти 300 000 доларів, – це Білл Сан-Антоніо (Френк Вольф). Кет спочатку не вірить Гатчу, адже колись давно він вбив Білла Сан-Антоніо у дуелі, після якої Білл згорів у пожежі. Вирішивши відкласти цю справу до завтра, герої лягають спати. Вирішивши знайти Білла самотужки, Кет вночі непомітно викрадає коня Гатча і залишає його далі по дорозі.
Знайшовши ймовірну схованку банди Білла, Кет проникає туди, але його ловлять, і Гатч рятує його. Там же вони знаходять скриню з викраденим золотом, взятим з потягу, і ховають її в землі біля скель. За виконану роботу Гатч пропонує Кету гроші, яких виявляється занадто мало, і невдоволений Кет починає бійку з Гатчем. У результаті знесилених горе-детективів знаходять та відправляють на катування люди Білла.
Двох катують тим, чого вони не можуть витримати: Кета водою, а Гатча вогнем, але вони не зізнаються, де золото. Коли Білл і більшість банди тимчасово йдуть (на зустріч зі своїм таємним партнером), Кет пропонує Баду (якого нещодавно відшмагав Білл за те, що залишив живого свідка при пограбуванні потягу), що він може привести його до золота. Після того, як Кет викопує коробку із золотом, Бад збирається його застрелити, але Кет кидає ніж, що лежить біля коробки, і вбиває Бада. Герої знову беруть золото та втікають.
Коли Білл повертається та не знаходить золота, він посилає свою банду на пошуки втікачів. Білл і два бандити знаходять Кета в кантині в сусідньому мексиканському селі. Після того, як його двох супутників застрелив Кет, Білл, утримуваний під дулом пістолета, пропонує поділити гроші та забути про Гатча. У лігві Білла троє чоловіків, що залишилися, намагаються отримати інформацію від Гатча, але охоронець, якого Білл призначив стежити за Гатчем, відмовляється відчинити двері. Поки Таго намагається відчинити двері, Гатч ламає дерев'яну балку, і б'є Таго. Потім Гатч стріляє в чоловіків, коли вони вриваються у двері.
На місці із золотом Кет має намір відтворити свою першу дуель із Біллом, але з динамітом замість вогню. Поки горить запал, вони займають позиції для дуелі, але їх перериває Гатч, який тримає гвинтівку і наказує їм кинути зброю. Він запитує про золото. Коли Кет каже, що коробка там, але вміст може бути іншим, він намагається відкрити коробку, не зводячи з них очей. Запал продовжує горіти, і Білл витягує прихований дерринджер і стріляє в Гатча, але прихований ніж, кинутий Кетом, ранить йому руку. Після напруженої сцени Кет прострілює обидві руки та ноги Білла. Поки Білл повзе до бочок із динамітом, щоб перекусити зубами запал, Кет переносить непритомного Гатча в укриття – відбувається великий вибух.
Вже у фінальній сцені поранений Гатч приходить до тями, лежачи на возі з мішками золота. Кет каже, що йому потрібно витягти кулю з голови і що вони вирішать долю золота, коли Гатч буде достатньо сильний, щоб тримати пістолет.

## В ролях
| Актор               | Роль             |
| ------------------- | ---------------- |
| Теренс Гілл         | Кет Стівенс      |
| Бад Спенсер         | Гатч Бессі       |
| Френк Вольф         | Білл Сан-Антоніо |
| Хосе Мануель Мартін | Бад              |

## Цікаві факти
1. Актор Пітер Мартелл був обраним на роль Кета Стівенса, але за день до початку зйомок він зламав ногу під час бійки зі своєю дівчиною, і його у швидкому порядку було замінено на Теренса Гілла. Цей інцидент створив відоме комедійне дуо Теренса Гілла та Бада Спенсера[2].